# Тринидад и Тобаго
Тринидад и Тобаго (на английски: Trinidad and Tobago, на испански: Trinidad y Tobago, на френски: Trinité-et-Tobago), официално Република Тринидад и Тобаго е държава от Карибския басейн, в непосредствена близост до северния бряг на Южна Америка. Тя е част от островната група Малки Антили. Намира се на 130 километра южно от Гренада до северния край на южноамериканския континент, на 11 километра от брега на североизточната част на Венецуела. Споделя морските граници с Барбадос на североизток, Гренада на северозапад, Гвиана на югоизток и Венецуела на юг и запад. Столица е град Порт ъф Спейн.
Остров Тринидад е испанска колония от пристигането на Христофор Колумб през 1498 г., докато испанският губернатор Дон Хосе Мария Чакон е предал острова на британски флот под командването на сър Ралф Абъркромби през 1797 г. През същия период остров Тобаго се прехвърля между испански, британски, френски, холандски и курландски колонизатори повече от всеки друг остров в Карибския басейн. Тринидад и Тобаго са предадени на Великобритания през 1802 г. по силата на Договора от Амиен като отделни държави и са обединени през 1889 г. Тринидад и Тобаго получава независимост през 1962 г. и през 1976 г. става република.
Към 2015 г. суверенната държава Тринидад и Тобаго има третия най-висок БВП на глава от населението, основан на паритета на покупателната способност (ППС) в Америка след САЩ и Канада. Тя е призната от Световната банка като икономика с високи доходи. За разлика от повечето англоговорещи карибски страни, икономиката е предимно индустриална с акцент върху петрола и петролните продукти; голяма част от богатството на страната се получава от големите запаси от нефт и природен газ.
Тринидад и Тобаго е известен със своето карнавално празненство и като родно място на стилпан, лимбото и музикални стилове като калипсо, соца, паранг и чатни.

## История
Тринидад и Тобаго са били обитавани от местното американско население – индианци. Тринидад е бил първо населен в предаграрния архаичен период преди 7000 години. В периода преди европейската колонизация Тринидад е бил окупиран от произхождащо от араваки племе. Индианското име на Тринидад било Каири или Айри, което в превод означава „Страната на колибрите“.
През 1498 г. Христофор Колумб става първият европеец посетил островите. Той нарича по-големия от тях „Светата троица“ (Тринидад). Тридесет и четири години по-късно те стават испанска колония, като от 1717 г. са подчинени на вицекралство Нова Гранада. През 1797 г. Тринидад е завладян от Великобритания, а през 1802 г. официално става британска колония, каквато през 1814 г. става и Тобаго. Административно обединение на двата острова се извършва през 1889 г. и едва през 1950 г. на Тринидад и Тобаго е предоставено вътрешно самоуправление. От 1958 г. са включени в Западноиндийската федерация. На 31 август 1962 г. са провъзгласени за независима държава в рамките на Общността. 1976 – Тринидад и Тобаго става република, страната е член на ООН от 1962 г.
Името на острова Тобаго се предполага, че произхожда от думата за тютюн – „tobacco“.

## География
Република Тринидад и Тобаго се състои от 2 големи острова Тринидад (4821 km²) и Тобаго (303 km²) и 25 миниатюрни островчета с обща площ 4 km².
Остров Тринидад е разположен в югозападната част на страната, като на северозапад, запад и югозапад протоците Бока дел Драгон („Устата на дракона“) и Бока де ла Серпа („Устата на змията“) и залива Пария го отделят от континента Южна Америка. Дължината му от север на юг е 80 km, а ширината – до 59 km. Островът е с континентален произход. Бреговете у са слабо разчленени, като на север са обградени от коралови рифове, а на юг са заети от мангрови гори. В северната му част, от запад на изток се простира ниска планинска верига с най-висока точка връх Арипо (940 m), която е продължение на Бреговите Кордилери на Венецуела. Останалата част от острова е предимно ниска равнина, която на изток е заблатена. В нея се издигат два ниски паралелни рида с височина до 300 m, а покрай южното ѝ крайбрежие има ивица от кални вулкани. На острова се разработват находища на природен асфалт (в езерото Пич Лейк и др.), нефт (в шелфа на югозапад и югоизток) и природен газ. Климатът е субекваториален със средни месечни температури 25 – 27°С. Годишната сума на валежите е от 1200 mm на запад до 3800 mm по източните наветрени склонове. Преобладават вечнозелените гори, а в по-сухите райони – редките гори.
Остров Тобаго е разположен на 40 km североизточно от остров Тринидад. Неговата дължина от североизток на югозапад е 41 km, а ширината – до 14 km. В североизточната му част се издига ниска планина с височина до 576 m. Изграден е предимно от вулканогенни скали, пронизани от гранити. На югозапад е простира ниско варовиково плато. Климатът е субекваториален, горещ и влажен. Покрит е с вечнозелени гори. Големи участъци са заети от плантации с какао и кокосови палми.
Главни пристанища: Порт ъф Спейн, Скарбъроу, Тембладора, Пойнт а Пиер, Пойнт Лисас.

## Държавно устройство
Тринидад и Тобаго е република с двукамарен парламент. Държавният глава от 2023 г. е президента Кристин Кангалу. Президентът се избира чрез гласуване от избирателна колегия, в която са представени и двете камари на парламента (сенат и камара на представителите).
Министър-председателят се избира от президента. Обикновено това е човек, който се ползва с добро име в камарата на представителите и/или е лидер на партията, събрала най-голям брой гласове на последните избори. Тринидад и Тобаго е активен член на Карибската общност (CARICOM).

## Административно деление

### Тринидад
Административно островът е разделен на 9 региона (графства) и 5 общини.
Региони (графства)
- Кува-Табакюит-Талпаро
- Диего Мартин
- Пенал-Дебе
- Принцестаун
- Рио Кларо-Маяро
- Сан Жуан-Лавентил
- Сангре Гранде
- Сипария
- Тунапуна-Пиарко

Градове със статут на общини
- Община Арима
- Община Чагуанас
- Порт ъф Спейн
- Община Пойнт Фортин
- Сан Фернандо

Исторически Тринидад е бил разделен на 8 енории със самостоятелно управление, но под обща опека на Сейнт Дейвид:
- Карони
- Маяро
- Нарива
- Сейнт Андрю
- Сейнт Дейвид
- Сейнт Джордж
- Сейнт Патрик
- Виктория

### Тобаго
Островът има статут на самостоятелна територия. Административно е разделен на 7 енории.
Енории
- 1. Енория Сейнт Андрю
- 2. Енория Сейнт Дейвид
- 3. Енория Сейнт Джордж
- 4. Енория Сейнт Джон
- 5. Енория Сейнт Мери
- 6. Енория Сейнт Патрик
- 7. Енория Сейнт Пол

## Население
По-голяма част от населението живее в главните градове на страната. Трите най-големи града в Тринидад са: Порт ъф Спейн, Сан Фернандо и Чагуанас. Най-големият на Тобаго е Скарбъроу. Населението на страната е изключително многообразно, като основни групи са потомците на индийски преселници и негрите. В страната има многобройна китайска и арабска (от Сирия и Ливан) общности. Значителен е броят на мигрантите от други карибски острови, както и от Латинска Америка, по-специално Венецуела. По отношение на изповядваната религия испанското присъствие е оказало решаваща рола: католици – 34%, протестанти – 15%, индуисти – 25%.

## Икономика
Брутният вътрешен продукт на Тринидад и Тобаго за 2000 г. е 11,2 млрд. щ.д. от който: селско стопанство 2%, промишленост 44%, услуги 54%. Характерен за страната е нефтодобивът и нефтопреработването, както и природният газ. Сравнително развити са химическата, нефтохимическата, хранително-вкусовата, строителната, металообработващата и полиграфическата промишленост. В селското стопанство се отглеждат захарна тръстика, банани, цитрусови култури, ананаси, какао, кафе, тютюн, ориз, кокосова палма, но животновъдството е слабо развито с изключение на риболова. Интересен факт е, че в страната няма жп линии. Пътищата са с обща дължина от 8320 км. Изградени са 1051 км петролопроводи, 904 км газопроводи и 6 летища. Страната разполага с 2439 бр.р.т. търговски флот.
Износ: 3,2 млрд. щ.д. за 2000 г. – петрол и петролни продукти, химикали, стоманени продукти, торове, захар, какао, кафе, цитруси, цветя (САЩ, държавите от Карибския басейн, Централна и Южна Америка, Европейският съюз).
Внос: 3 млрд. щ.д за 2000 г. – машини и транспортно оборудване, промишлени стоки, хранителни продукти, животни (САЩ, Латинска Америка, Европейският съюз, Япония).

## Култура

### Празници
| Дата         | Наименование                                          | Забележка                                                               |
| ------------ | ----------------------------------------------------- | ----------------------------------------------------------------------- |
| 1 януари     | Нова година                                           |                                                                         |
| Променлив    | Карнавал                                              | Понеделник и вторник преди първия ден на великите пости                 |
| Променлив    | Ейд-ул-Фитр (Eid-ul-Fitr)                             |                                                                         |
| Променлив    | Великден                                              | Разпети петък                                                           |
| 30 март      | Spiritual Baptist/Shouter Liberation Day              | Първата страна в света, която признава Свръхестествената баптистка вяра |
| Променлив    | Христово тяло                                         |                                                                         |
| 30 май       | Ден на пристигането на индийците (Indian Arrival Day) |                                                                         |
| 19 юни       | Ден на труда                                          |                                                                         |
| 1 август     | Ден на освобождението                                 |                                                                         |
| 31 август    | Ден на независимостта                                 |                                                                         |
| 24 септември | Ден на Републиката                                    |                                                                         |
| Променлив    | Дивали                                                | Индуски празник                                                         |
| 25 декември  | Коледа                                                |                                                                         |
| 26 декември  | Ден след Коледа                                       | англ. Boxing Day – „ден на подаръците“                                  |